# Lubow Poliszczuk
Lubow Grigorjewna Poliszczuk, ros. Любо́вь Григо́рьевна Полищу́к (ur. 21 maja 1949 w Omsku, zm. 28 listopada 2006 w Moskwie) – rosyjska aktorka.
Poliszczuk urodziła się w syberyjskim mieście Omsk. Po szkole zdecydowała, że zostanie aktorką i przeprowadziła się do Moskwy. 
Poliszczuk zmarła 28 listopada 2006 roku w Moskwie na mięsaka w wieku 57 lat. Została pochowana na Cmentarzu Trojekurowskim w Moskwie.

## Wybrana filmografia
- 2004: Niania jako Lubow Grigoriewna Prutkowska (matka Wiktorii)
- 2000: Tichije omuty
- 1995: Szirli-Myrli jako Jennifer, żona ambasadora
- 1990: Babnik
- 1990: Moja morjaczka
- 1989: Dewizówka jako Zina Melejko
- 1979: Prikljuczenija printsa Florizelja jako Janette
- 1978: 31 ijunja jako panna Quennie
- 1977: Zolotaja mina